# Нефтегорск (Краснодарский край)
Нефтего́рск (также Апшеронский) — посёлок городского типа в Апшеронском районе Краснодарского края. Административный центр Нефтегорского городского поселения.

## География
Расположен в 9 км к югу от города Апшеронск, в междуречье рек Нефтянка и Нефтяная, в горно-лесной зоне северных склонов Главного Кавказского хребта.

## История
В 1924 году в результате проведения административной реформы был образован сельский совет в посёлке при Майкопских нефтяных промыслах Майнефтепром Апшеронско-Хадыженского района Майкопского округа Юго-Восточной области.
30 января 1929 года посёлок Майнефть был преобразован в рабочий посёлок Нефтегорск.
В 1935 году рабочий посёлок Нефтегорск был преобразован в город, а Апшеронский район упразднён и вся его территория подчинена Нефтегорскому горсовету.
В 1939 году город Нефтегорск был вновь отнесён к категории рабочих посёлков.

## Население
| 1939   | 1959  | 1970  | 1979  | 1989  | 2002  | 2009  |
| ------ | ----- | ----- | ----- | ----- | ----- | ----- |
| 10 490 | ↘8800 | ↘7405 | ↘6050 | ↘5683 | ↘4724 | ↗4977 |
| 2010   | 2012  | 2013  | 2014  | 2015  | 2016  | 2017  |
| ↗5306  | ↘5243 | ↘5213 | ↘5169 | ↗5188 | ↘5159 | ↘5092 |
| 2018   | 2019  | 2020  | 2021  | 2023  |       |       |
| ↘4968  | ↘4924 | ↘4895 | ↘4807 | ↘4749 |       |       |

Национальный состав
По данным Всероссийской переписи населения 2010 года:
| Народ    | Численность, чел. | Доля от всего населения, % |
| -------- | ----------------- | -------------------------- |
| русские  | 3 849             | 72,54 %                    |
| армяне   | 983               | 18,53 %                    |
| украинцы | 68                | 1,28 %                     |
| другие   | 406               | 7,65 %                     |
| всего    | 5 306             |                            |

До 90-х годов 20 века на территории располагался эфиро-масленичный завод, являющийся основным системообразующим предприятием. В целях увеличения производства натуральных эфирных масел на основании распоряжения СМ РСФСР от 29 августа 1956 года № 3582-р и приказа Министерства промышленности продовольственных товаров РСФСР от 08.09.56 г. № 427 организован Нефтегорский эфирномасличный совхоз-завод на базе колхозов: «Заветы Ленина» и им. «Баграмяна», а также земель госфонда.
Совхоз расположен в южной части Апшеронского района. Общая земельная площадь совхоза 3150 га, в том числе сельскохозяйственных угодий 1944 га.
По климатическим показателям территория совхоза входит в предгорную влажную климатическую провинцию.
До образования эфирномасличного совхоз - завода в колхозах возделывались следующие с/хоз. культуры: табак, зерно, кормовые культуры, сады.
Целью организации совхоза- завода было положено закладка и расширение плантаций эфирномасличных культур – розы, лаванды, мяты, базилика с одновременной переработкой цветочного сырья на месте.
Розовое и лавандовое масло экспортировалось в Польшу и Францию.
Нефтегорский эфирномасличный совхоз – завод занимался также животноводством.
Нефтегорский эфиромасличный совхоз-завод был перерегистрирован в Федеральное государственное унитарное предприятие «Эфиромасличный совхоз-завод «Нефтегорский» с 22.09.1999 года (постановление главы администрации Апшеронского района от 22.09.1999 г. № 393).
На территории поселения находятся промышленные предприятия, специализирующиеся на производстве изделий деревообработки: пиломатериалы, паркет, фриза, мебель.